# دورا أنتال
دورا أنتال (بالمجرية: Antal Dóra)‏ هي لاعبة كرة الماء مجرية، ولدت في 1993.

## وصلات خارجية
- دورا أنتال على موقع الاتحاد الدولي للسباحة (الإنجليزية)
- دورا أنتال على موقع الاتحاد المجري لكرة الماء (الهنغارية)
- دورا أنتال على موقع اللجنة الأولمبية الدولية (الإنجليزية)
- دورا أنتال على موقع أوليمبيديا (الإنجليزية)
- دورا أنتال على موقع اللجنة الأولمبية المجرية (الهنغارية)